# Agenzia Avventista per lo Sviluppo ed il Soccorso
L'Agenzia Avventista per lo sviluppo e il soccorso (in acronimo ADRA dall'inglese Adventist Development & Relief Agency), è un'organizzazione non governativa emanazione della Chiesa cristiana avventista del settimo giorno.
Lo scopo principale è di fornire soccorso agli individui e alle comunità in caso di disastri, calamità e guerre e, allo stesso tempo, di promuovere lo sviluppo delle popolazioni più disagiate.
In Italia è presente dal 1991 quando ha preso il posto dell'Opera Sociale Avventista (OSA), che operava in Italia già dal 1986. Collabora con la FAO, l'UNICEF, il Programma alimentare mondiale, la Reach Italia, l'Alto commissariato delle Nazioni Unite per i rifugiati. Numerosi documentari sull'operato di ADRA International sono presenti sul canale satellitare Hope Channel  e vari servizi sull'operato di ADRA Italia sono presenti anche su Radio Voce della Speranza.